# Science-Fiction-Jahr 2005
Übersicht

◄◄ | ◄ | 2001 | 2002 | 2003 | 2004 | Science-Fiction-Jahr 2005 | 2006 | 2007 | 2008 | 2009 | ► | ►►

Weitere Ereignisse